# Krzysztof Sadowski (fotograf)

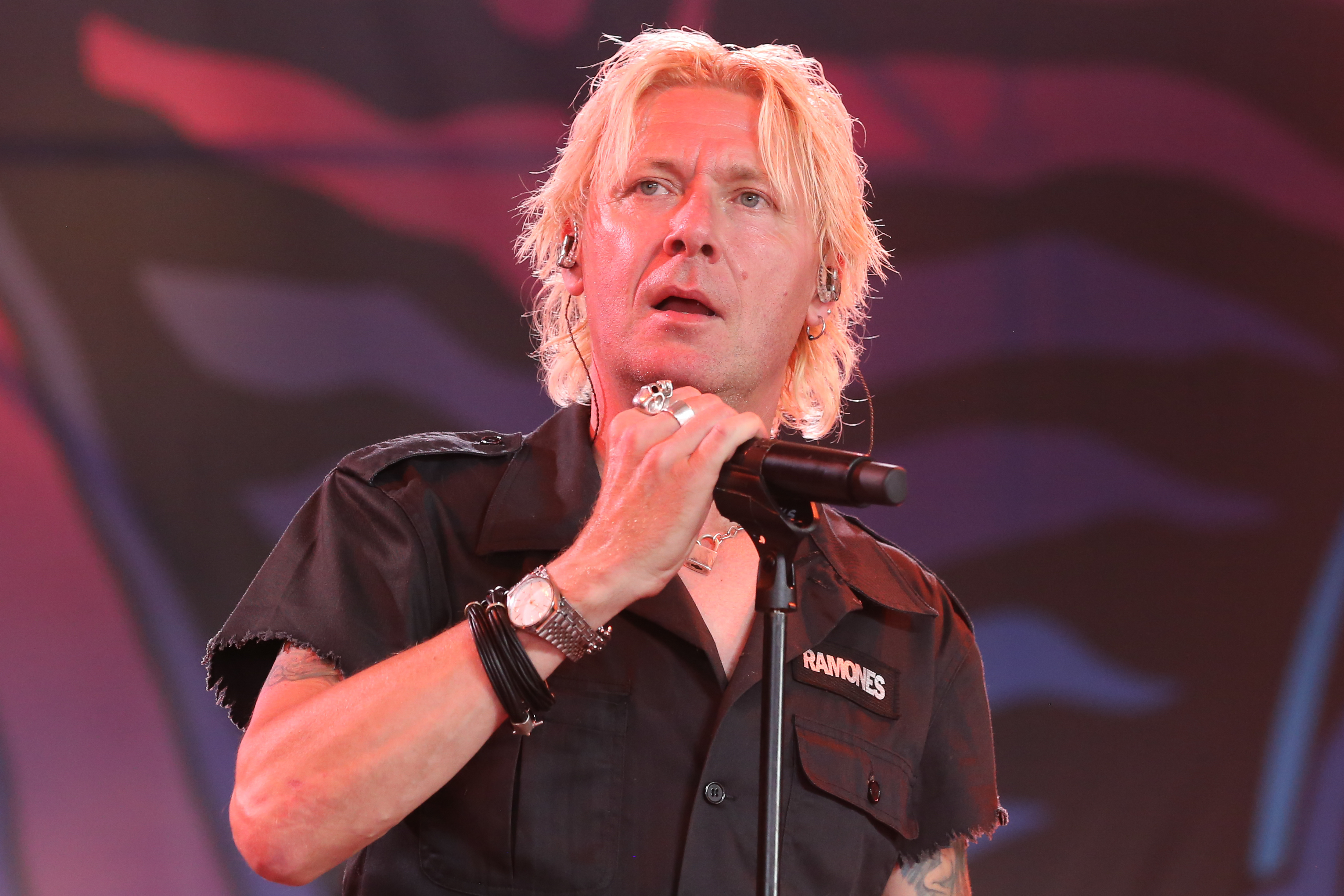
Krzysztof Sadowski na Pol’and’Rock Festival 2022

Krzysztof "Sado" Sadowski, znany również jako Sado Skull 56 i John Wayne Orlowski (ur. 1973 w Gdyni) – polski fotografik, grafik, muzyk i wokalista. Absolwent Sopockiej Szkoły Fotografii WFH, następnie jej wykładowca. Od 2004 członek Związku Polskich Artystów Plastyków.

## Życiorys
W latach 2000–2002 wykładowca w Publishing Institute w Warszawie. Autor m.in. okładek albumów muzycznych, fotografii ilustrujących grupy Behemoth, Christ Agony, Black River, Vader, Vesania, Kobranocka, Neolithic. W 2003 realizator wrażeniowo-reporterskiego cyklu portretów artystów, w sopockim "Spatifie" pod nazwą "Wyborowa na ustach artystów".
Ilustrator i autor okładek "Brudnych Historii" (2006, ISBN 83-915712-5-4), "Kryminał tango" (2007, ISBN 978-83-915712-6-2) i "Chiński ekspres" (2009, ISBN 978-83-915712-8-6) - książek autorstwa undergroundowego pisarza, K. S. Rutkowskiego. Autor serii felietonów noszących tytuł "Co z tą Polską, kurwa?!". Uczestnik prac przy rekonstrukcji zaginionych dzieł sztuki gdańskiego Dworu Artusa.
Wystawiał w Sopocie (2000, "Białe Kobiety, Czarne Sekrety"; 2005, "Sado Subtell Scandall"; 2008, "die Digitalchirurgie"), Gdańsku (2002, "Dewiacjonalia"; 2002, "Seks, sztuka i kasety wideo"; 2004, "PORNtraits"; 2006, "ladies NO gentlemen") oraz w Warszawie (2002, "Packaging - Identity").
W 1999 Sadowski pod pseud. John Wayne Orlowsky wraz z basistą Patrykiem Zwolińskim pseud. Nick Wolverine, gitarzystą Piotrem Weltrowskim pseud. Vel Trotzky oraz gitarzystą i wokalistą Adamem "Nergalem" Darskim pod pseud. Howlin' De Ville powołał zespół Wolverine. Rok później formacja wydała debiutanckie demo zatytułowane Million Hells. W wywiadzie udzielonym dla serwisu rockmetal.pl Piotr Weltrowski zapowiedział nagrania debiutanckiego albumu. Ostatecznie z powodu zobowiązań wobec innych projektów muzycznych grupa Wolverine została rozwiązana. Był także członkiem zespołów Helldorado oraz Śmierdziele, w których występował jako perkusista oraz basista. Był wokalistą i liderem punkrockowego zespołu Vulgar. Od 2015 wokalista grupy Dance Like Dynamite.

## Dyskografia
| - Behemoth - Thelema.6 (2000, Avantgarde Music, zdjęcia) - Wolverine - Million Hells (2000, demo) - Vesania - Firefrost Arcanum (2003, Empire Records, zdjęcia) - Vader - The Art of War (2005, Regain Records, zdjęcia) - Vesania - God the Lux (2005, Napalm Records, okładka, zdjęcia) - Behemoth - The Apostasy (2007, Regain Records, zdjęcia) - Vesania - Distractive Killusions (2007, Napalm Records, zdjęcia) - Black River - Black River (2008, Mystic Production, zdjęcia) |  | - Vulgar - I Don't Wanna Go To Heaven (EP, 2009, Sopocka Odessa) - Vulgar - The Professional Blasphemy (2010, Sopocka Odessa) - Christ Agony - NocturN (2011, Mystic Production, zdjęcia) - Vulgar - We Have Come To Kill You (2012, Sopocka Odessa) - Dance Like Dynamite - Dying In Slow Motion (2016) - Dance Like Dynamite - This Funeral Is Sold Out (2018) - Dance Like Dynamite - Litania kłamstw (2021, Antena krzyku) |